# Druga slovenska nogometna liga 2019-2020
La Druga slovenska nogometna liga 2019-2020 (in lingua italiana: Secondo campionato calcistico sloveno 2019-2020), abbreviata in 2. SNL 2019-2020, fu la ventinovesima edizione della seconda serie del campionato di calcio sloveno.

## Stagione

### Formula
Le 16 squadre partecipanti disputarono un turno di andata e ritorno per un totale di 30 giornate, al termine delle quali:
- La prima classificata venne promossa in 1. SNL 2020-2021
- La seconda classificata disputò uno spareggio contro la penultima della 1. SNL 2019-2020
- Le ultime due classificate vennero retrocesse in 3. SNL 2020-2021

### Avvenimenti
Tutte le competizioni calcistiche in Slovenia sono state sospese nel marzo 2020 (l'ultima giornata giocata in Druga SNL è stata la ventesima, l'8 marzo) a causa della pandemia del coronavirus.
L'11 maggio 2020, la Federcalcio slovena annunciò che la 2. SNL non sarebbe ripresa, al contrario della 1. SNL, e che la classifica finale sarebbe stata quella al momento della sospensione. Dato che mancava ancora un terzo delle partite in programma, il titolo di "campione della 2. SNL 2019-2020" non sarebbe stato assegnato.

## Squadre partecipanti
| Squadra                 | Città             | Stadio                           | Stagione 2018-19 | Stagione 2018-19 |
| Squadra                 | Città             | Stadio                           | Pos.             | Divisione        |
| ----------------------- | ----------------- | -------------------------------- | ---------------- | ---------------- |
| Gorica                  | Nova Gorica       | Stadio Športni Park              | 9°               | 1. SNL           |
| Krško                   | Krško             | Stadion Matije Gubca             | 10°              | 1. SNL           |
| Kalcer Radomlje         | Radomlje          | Športni park Radomlje            | 3°               | 2. SNL           |
| Krka                    | Novo mesto        | Stadion Portoval                 | 4°               | 2. SNL           |
| Nafta 1903              | Lendava           | Športni park Lendava             | 5°               | 2. SNL           |
| Fužinar Vzajemci        | Ravne na Koroškem | Mestni stadion Ravne na Koroškem | 6°               | 2. SNL           |
| Drava Dakinda           | Ptuj              | Mestni stadion                   | 7°               | 2. SNL           |
| Roltek Dob              | Dob               | Športni park Dob                 | 8°               | 2. SNL           |
| Vitanest Bilje          | Biglia            | Igrišče Bilje, V Dolinci         | 9°               | 2. SNL           |
| Rogaška                 | Rogaška Slatina   | Športni center Rogaška Slatina   | 10°              | 2. SNL           |
| Beltinci Klima Tratnjek | Beltinci          | Športni park Beltinci            | 11°              | 2. SNL           |
| Brda                    | Castel Dobra      | Stadio Vipolže                   | 12°              | 2. SNL           |
| Jadran Dekani           | Villa Decani      | Športni park Dekani              | 13°              | 2. SNL           |
| Brežice - Terme Čatež   | Brežice           | Stadion Brežice                  | 14°              | 2. SNL           |
| Koper                   | Capodistria       | Stadio Bonifika                  | 1°               | 3. SNL Ovest     |
| Koroška Dravograd       | Dravograd         | Športni center Dravograd         | 1°               | 3. SNL Nord      |

## Classifica
|                  | Pos. | Squadra       | Pt | G  | V  | N | P  | GF | GS | DR  |
| ---------------- | ---- | ------------- | -- | -- | -- | - | -- | -- | -- | --- |
|                  | 1.   | Koper         | 44 | 20 | 13 | 5 | 2  | 42 | 13 | +29 |
|                  | 2.   | Gorica        | 41 | 20 | 13 | 2 | 5  | 40 | 22 | +18 |
|                  | 3.   | Radomlje      | 40 | 20 | 12 | 4 | 4  | 48 | 23 | +25 |
|                  | 4.   | Nafta 1903    | 37 | 20 | 11 | 4 | 5  | 45 | 24 | +21 |
|                  | 5.   | Fužinar       | 37 | 20 | 11 | 4 | 5  | 35 | 22 | +13 |
|                  | 6.   | Krško         | 31 | 20 | 9  | 4 | 7  | 37 | 25 | +12 |
|                  | 7.   | Krka          | 31 | 20 | 8  | 7 | 5  | 31 | 32 | −1  |
|                  | 8.   | Bilje         | 29 | 20 | 8  | 5 | 7  | 28 | 25 | +3  |
|                  | 9.   | Dob           | 29 | 20 | 7  | 8 | 5  | 37 | 35 | +2  |
|                  | 10.  | Jadran Dekani | 24 | 20 | 7  | 3 | 10 | 29 | 40 | −11 |
|                  | 11.  | Drava Ptuj    | 21 | 20 | 6  | 3 | 11 | 28 | 34 | −6  |
|                  | 12.  | Beltinci      | 20 | 20 | 5  | 5 | 10 | 20 | 36 | −16 |
|                  | 13.  | Brda          | 19 | 20 | 4  | 7 | 9  | 22 | 38 | −16 |
|                  | 14.  | Brežice       | 15 | 20 | 3  | 7 | 10 | 13 | 29 | −16 |
|                  | 15.  | Rogaška       | 14 | 20 | 4  | 2 | 14 | 16 | 47 | −31 |
|                  | 16.  | Dravograd     | 10 | 20 | 2  | 4 | 14 | 23 | 49 | −26 |
| Fonte: rsssf.org |      |               |    |    |    |   |    |    |    |     |

Legenda:
      Promosso in 1. SNL 2020-2021.
  Partecipa agli spareggi.
      Retrocesso in 3. SNL 2020-2021.
      Escluso dal campionato.
Regolamento:
Tre punti a vittoria, uno a pareggio, zero a sconfitta.
La classifica viene stilata secondo i seguenti criteri:
- Punti conquistati
- Punti conquistati negli scontri diretti
- Differenza reti negli scontri diretti
- Reti realizzate negli scontri diretti
- Differenza reti generale
- Reti totali realizzate

### Spareggio
Il Gorica incontrò il Triglav, penultimo in 1. SNL 2019-2020, con gare di andata e ritorno, per un posto in 1. SNL 2020-2021.
| Squadra 1 | Totale | Squadra 2 | Andata     | Ritorno    |
| --------- | ------ | --------- | ---------- | ---------- |
|           |        |           | 26.07.2020 | 30.07.2020 |
| Gorica    | 6 – 1  | Triglav   | 1 – 1      | 5 – 0      |

## Statistiche

### Classifica marcatori
| Pos.                  | Giocatore      | Squadra     | Reti |
| --------------------- | -------------- | ----------- | ---- |
| 1                     | Žan Medved     | Fužinar     | 14   |
| 1                     | Lovre Čirjak   | Koper/Krško | 14   |
| 3                     | Saša Varga     | Radomlje    | 13   |
| 3                     | Jaka Bizjak    | Nafta 1903  | 13   |
| 5                     | Edi Baša       | Koper       | 10   |
| 6                     | Tadej Trdina   | Fužinar     | 9    |
| 6                     | Anže Pišek     | Radomlje    | 9    |
| 6                     | Nermin Haljeta | Drava Ptuj  | 9    |
| 6                     | Peter Kogelnik | Dravograd   | 9    |
| 6                     | Matej Potokar  | Krka        | 9    |
| Fonte: Sito ufficiale |                |             |      |